# Crematogaster amabilis
Crematogaster amabilis es una especie de hormiga acróbata perteneciente a la tribu Crematogastrini, de la subfamilia Myrmicinae, orden Hymenoptera.
Fue descrita por Felix Santschi en 1911. Aparece registrada y publicada en una sección de Annales De La Société Entomologique De France. 79. p. 351–369 de 1911.

## Distribución
Se distribuye por África, en Angola, Kenia y Tanzania.

## Hábitat
Habita en cavidades arbóreas. Se ha encontrado a elevaciones de 2450 m s. n. m.